# 蒲郡クラシックホテル
蒲郡クラシックホテル（がまごおりクラシックホテル）は、愛知県蒲郡市にある三河湾国定公園内の景勝地「竹島」の対岸、海沿いの標高30ｍほどの高台（鵜殿氏が築いた不相城址）に建つ、戦前に建てられたホテルである。
2017年（平成29年）に設立された「日本クラシックホテルの会」に加盟する九つのクラシックホテルの内の一つ。

## 概要

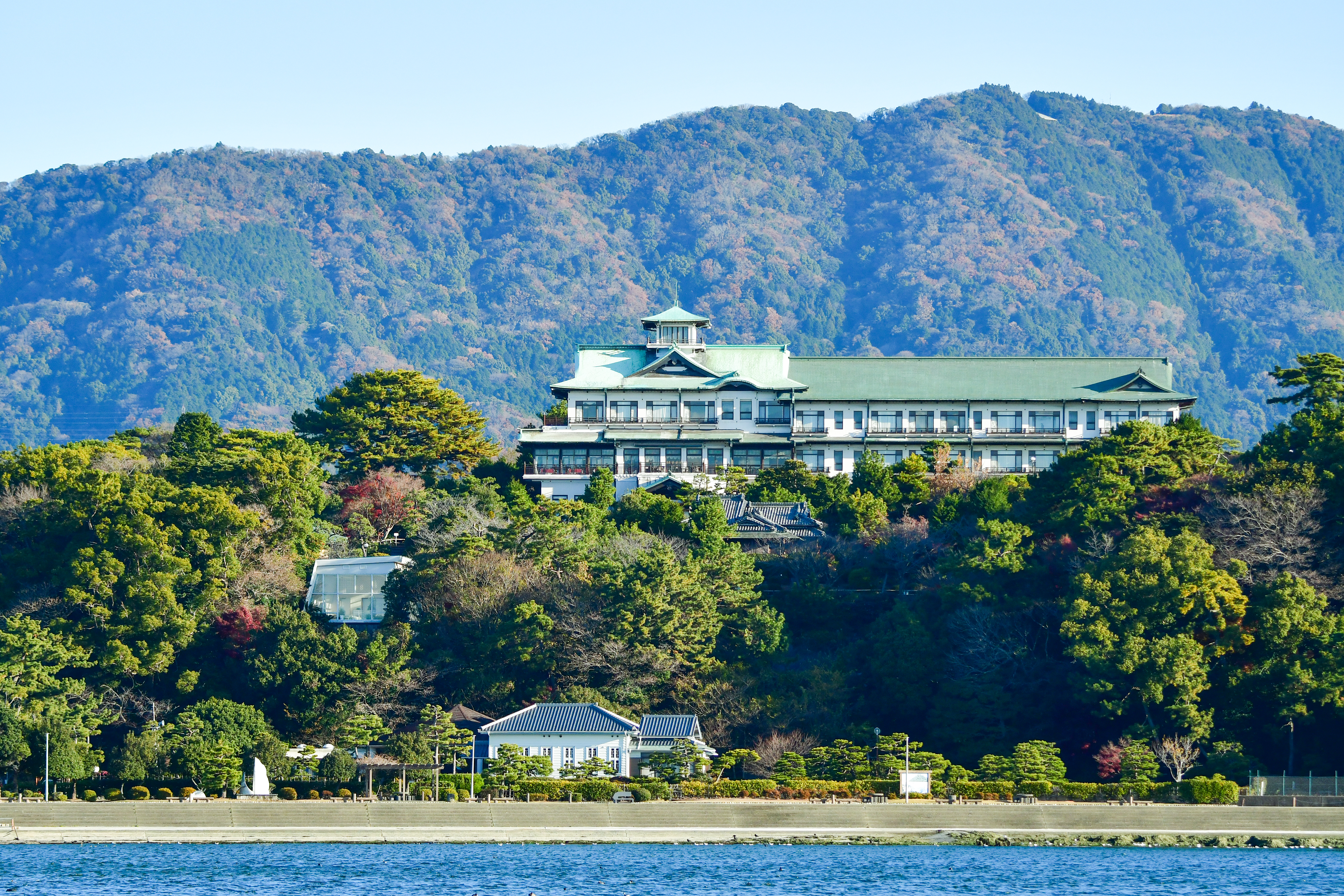
海から見た蒲郡クラシックホテル。下方の建物は旧本館「常磐館」の趣を再現した海辺の文学記念館。

1912年（明治45年）創業の料理旅館「常磐館」の別館として、1934年（昭和9年）に建てられた「蒲郡ホテル」が前身である。
蒲郡ホテルは、鉄道省に設置された国際観光局が国際観光ホテル建設計画を発表した際に、全国から名乗りをあげた40の候補地の中から、第一号として選ばれた。他の申請者からはどうして蒲郡なのかと不思議がられた。
建設が決定されたのは、国際観光局内に「ホテル調査会」が発足する直前のことであり、同会委員長に就任した伯爵柳沢保恵は反対派だったため、「僕を調査会の委員長にしておいて、僕に相談しないで決めるといふことは何だ」と激怒したという。男爵藤村義朗も反対で、病床にある時に見舞いに来た高久甚之助に「蒲郡のホテルを建てるには誰が賛成して居るか」と尋ねたという。
外観は破風造りを有する日本建築風であるが、内部は鉄筋コンクリート造の洋風で、一般客室33室、貴賓室、サンルーム、ダンスホール、展望室などの施設を有していた。
ホテル本館が、経済産業省が認定する近代化産業遺産に認定、蒲郡市の景観重要建造物に指定されている。現在も敷地内に常磐館時代の建物が点在し、聚美堂（しゅうびどう、現在の六角堂）、梅別館（旧 料亭竹島、現 THE COVE）、茶寮 鶯宿亭にホテル本館を含めた4棟が国の登録有形文化財（建築物）に登録されている。

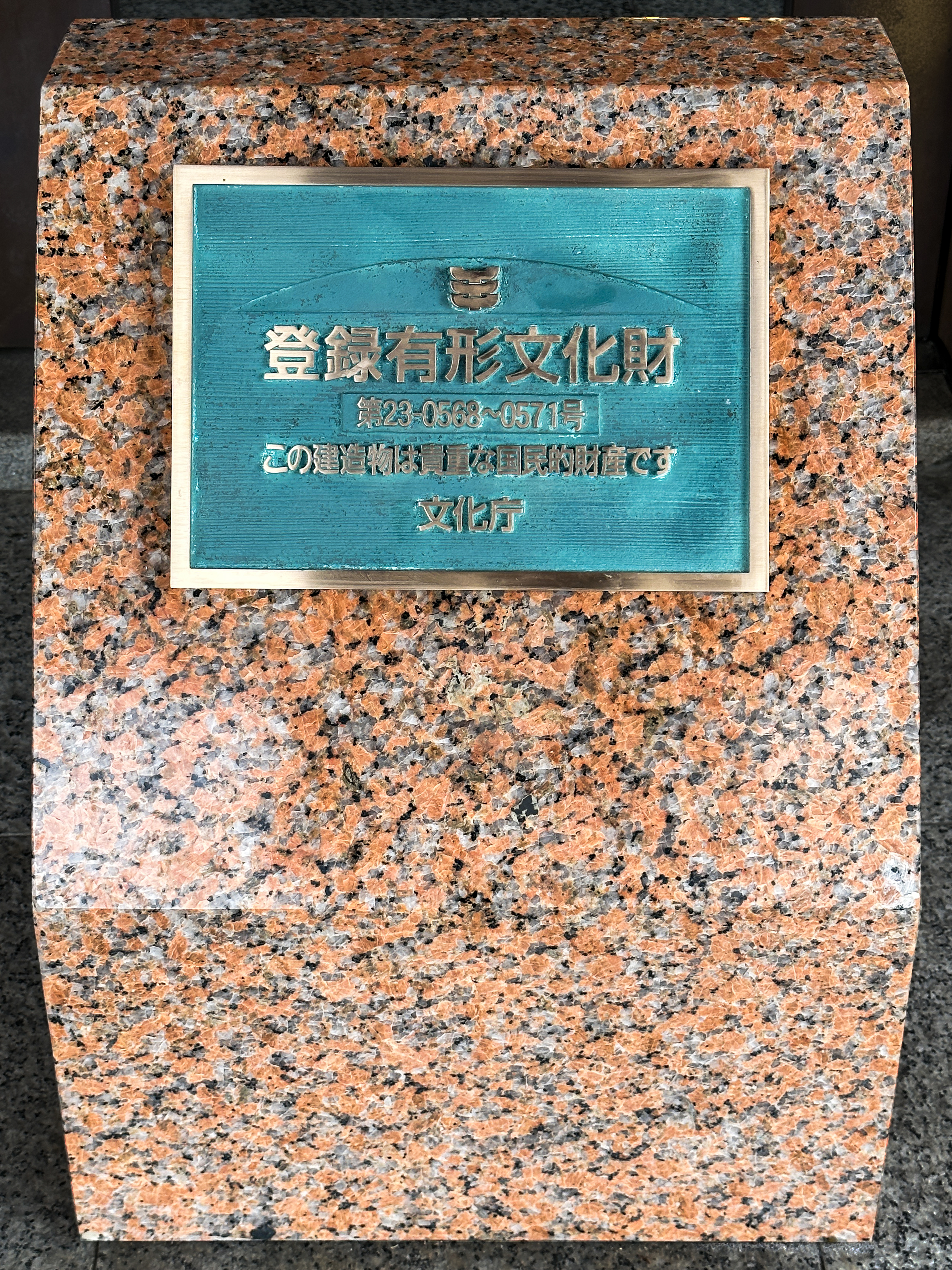
登録有形文化財 プレート
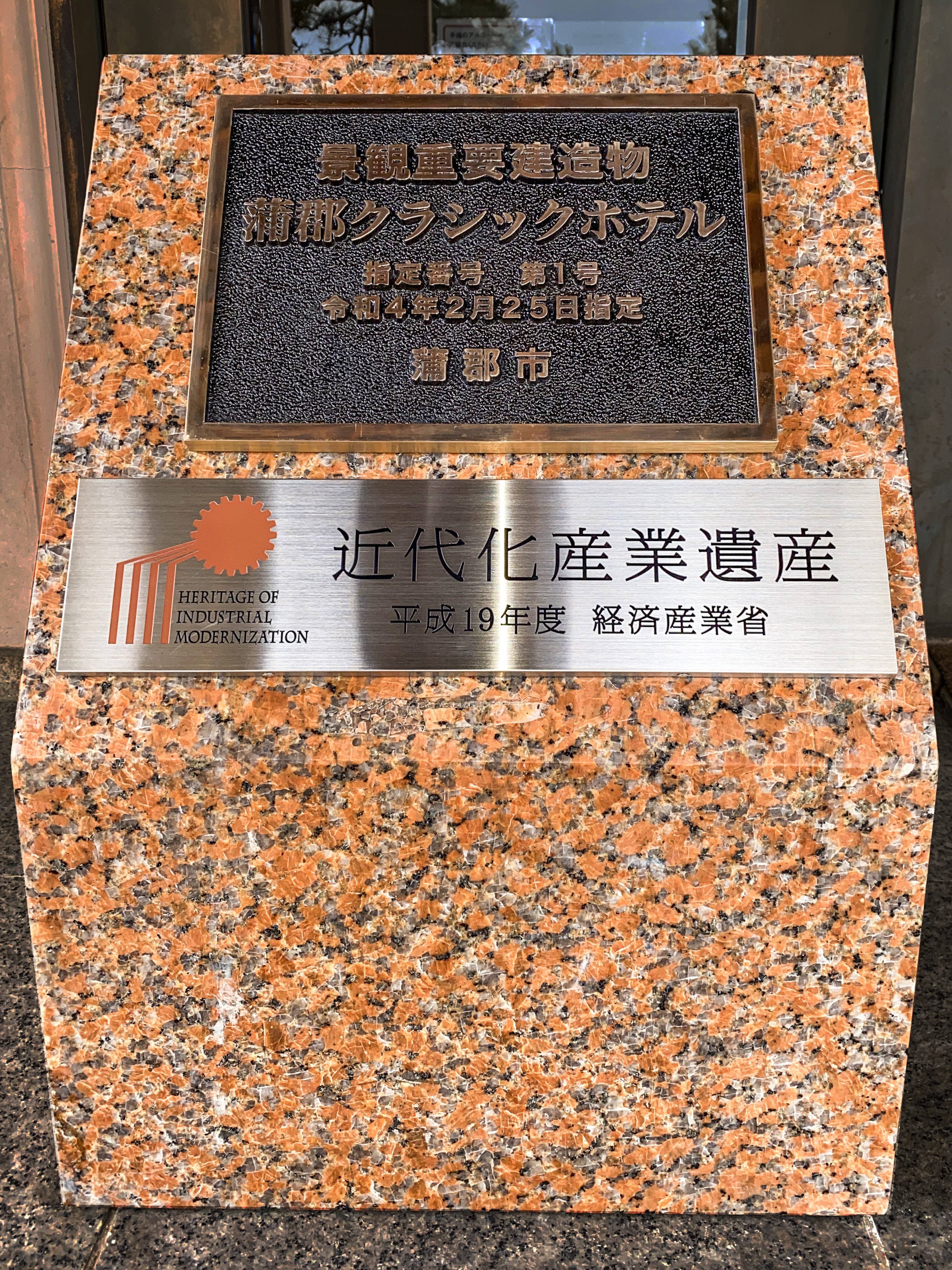
景観重要構造物・近代産業化遺産 プレート

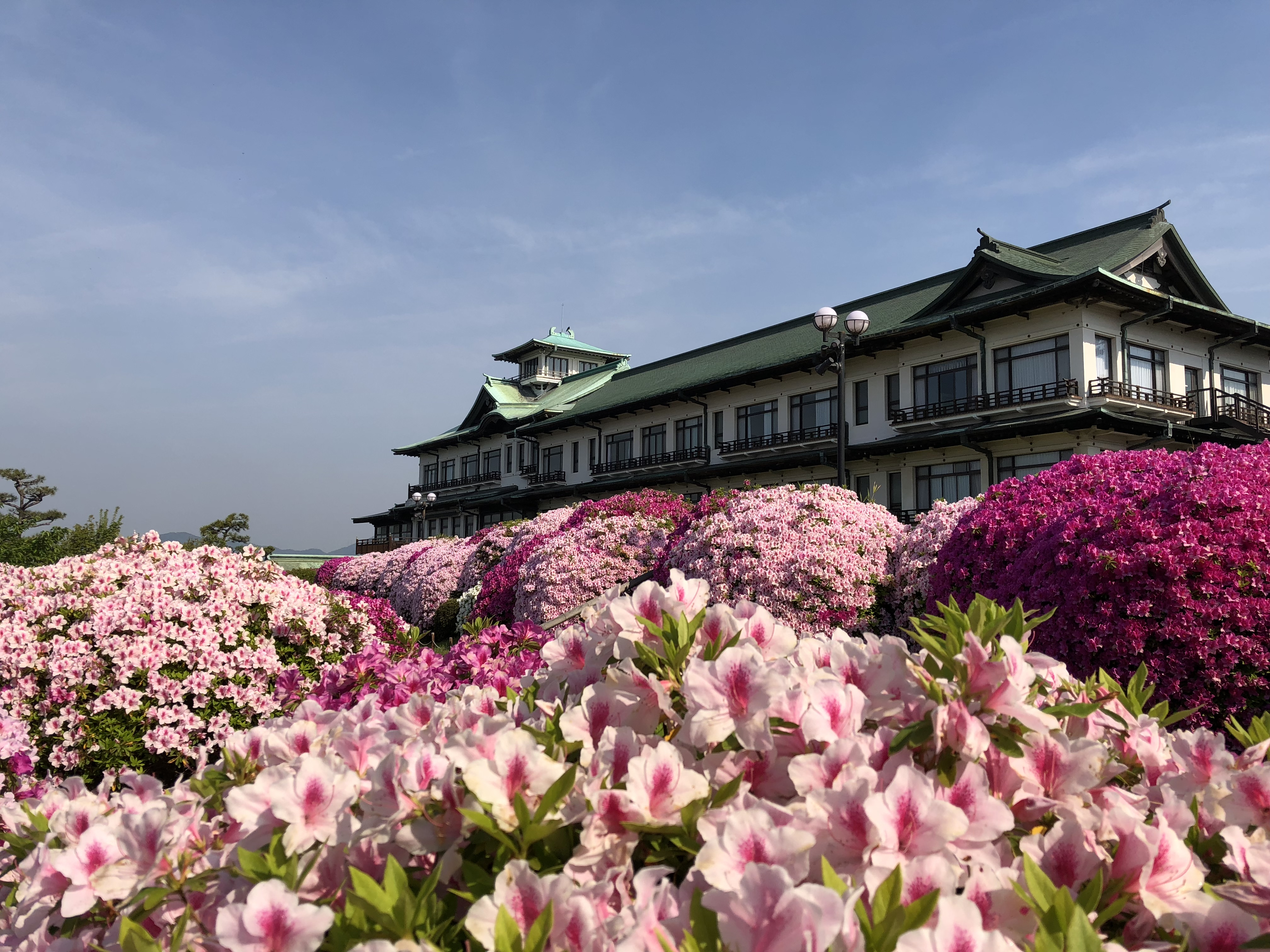
毎年4月の「つつじまつり」

庭園は、つつじの名所としても知られ、4月には「つつじまつり」が開かれる。春先の梅・河津桜に始まりソメイヨシノ・ツツジ・サツキと順に花が咲き、秋にはモミジの紅葉を見ることができる。

## 歴史

### 前史
- 戦国時代 - 不相城が存在した。鵜殿長持の弟・鵜殿長成の居城。
- 1912年（明治45年）7月25日 - 繊維問屋滝兵（現タキヒヨー）の五代目 瀧信四郎が料理旅館「常磐館」を創業[6][7]。
- 1933年（昭和8年）
  - 2月 - 常磐館に併設される形にて、元鉄道省建築課長の久野節と陸軍建築技師の村瀬国之助による設計で、大林組によって着工[8][7]。
  - 瀧信四郎によって大衆娯楽場「共楽館」が建設・営業[6]。

### 「蒲郡ホテル」時代
| まだ東京にも大阪にも名古屋にも見られない、とても想像以上のものである。誰が何んといつても土地不相応なホテルである。 ――下村海南『本卦かへり』（四条書房、昭和10年）172頁。 |

- 1934年（昭和9年）

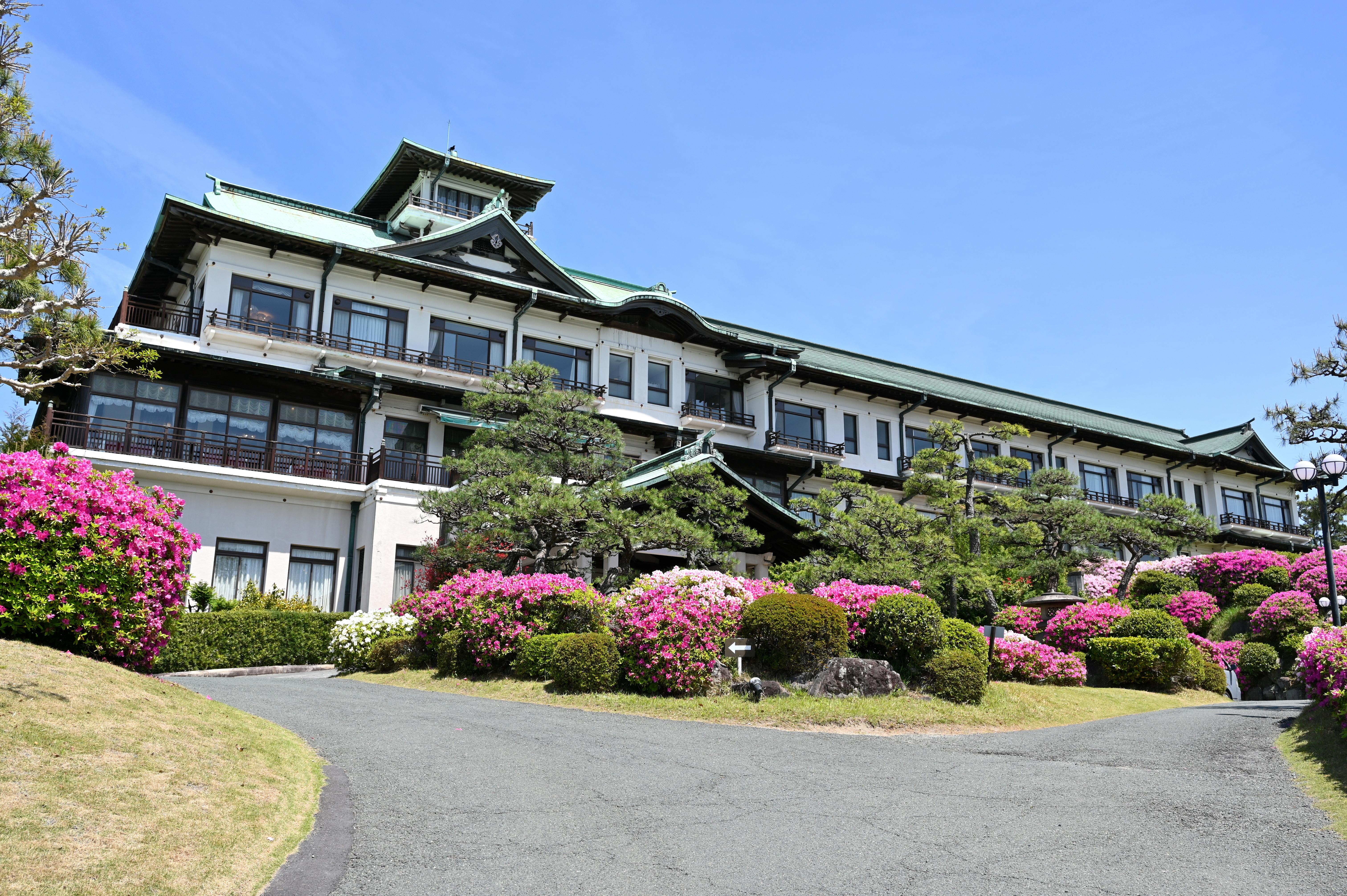
「つつじまつり」の時期の蒲郡クラシックホテル本館。昭和初期、当ホテルの建築は驚きを以て受け止められた。

  - 2月 - 蒲郡ホテルとして竣工。これに伴い、不相城の遺構は消滅。
  - 3月 - 鉄道省（当時）認定の国際観光旅館として開業[8][7]。2日にはブルーノ・タウトが、19日には徳富蘇峰が、26日には永田秀次郎が宿泊。
一九三四年三月二日
久米氏と蒲郡に赴き新築の蒲郡ホテルに投宿。欧風のホテルだ、私が始めてのヨーロッパ人だといふ、バス附、食事も欧風。 — 篠田英雄訳『タウト全集』第2巻『日本雑記』（育生社弘道閣、1943年）444頁。此処は落付のある場所だ。折しも老松の陰から、三日月が、青空に金櫛の如く露はれ、更らに向岸竹島に達する長橋の欄干の電燭が、点点と海面に相映ずるなど、得も云はれぬ光景であつた。 — 徳富猪一郎『老記者の旅』（民友社、1937年）127頁。日本の海の景色では瀬戸内海が優美である。鹿児島や鳥羽の日和山の景色は雄大である。そして此三河湾の蒲郡の景色は更に平和である。物静かにも亦淑やかに有ゆる者の怒りを解かしめずば止まぬ長閑さである。汽車中より眺めてかゝる絶景のあるべしとは思ひ設けなかつた私には全く拾ひ物をしたかの如くに覚えて一しほの嬉しさを増す心地がする。 — 永田秀次郎『放送懺悔』（実業之日本社、1937年）255頁。
  - 11月 - 日米野球の名古屋での試合時にアメリカチーム（ベーブルースや、ルー・ゲーリッグ、ジミー・フォックス、レフティ・ゴメスらMLB選抜選手）が宿泊。[9]日本チームは常磐館に宿泊。
- 1935年（昭和10年）7月28日 - 伏見宮博恭王が御成 2泊[10]。

| 父宮殿下は長良川ホテルと蒲郡ホテルが御気に召してゐらせられ、これ等のホテルを私や光子に見せて喜ぶのを御覧になられて、御自分様も大変御満足でゐらせられました。 ――昭和22（1947）年5月9日、義娘・博義王妃朝子の追想。 |

- 1936年（昭和11年）
  - 5月15日 - 徳富蘇峰が宿泊。

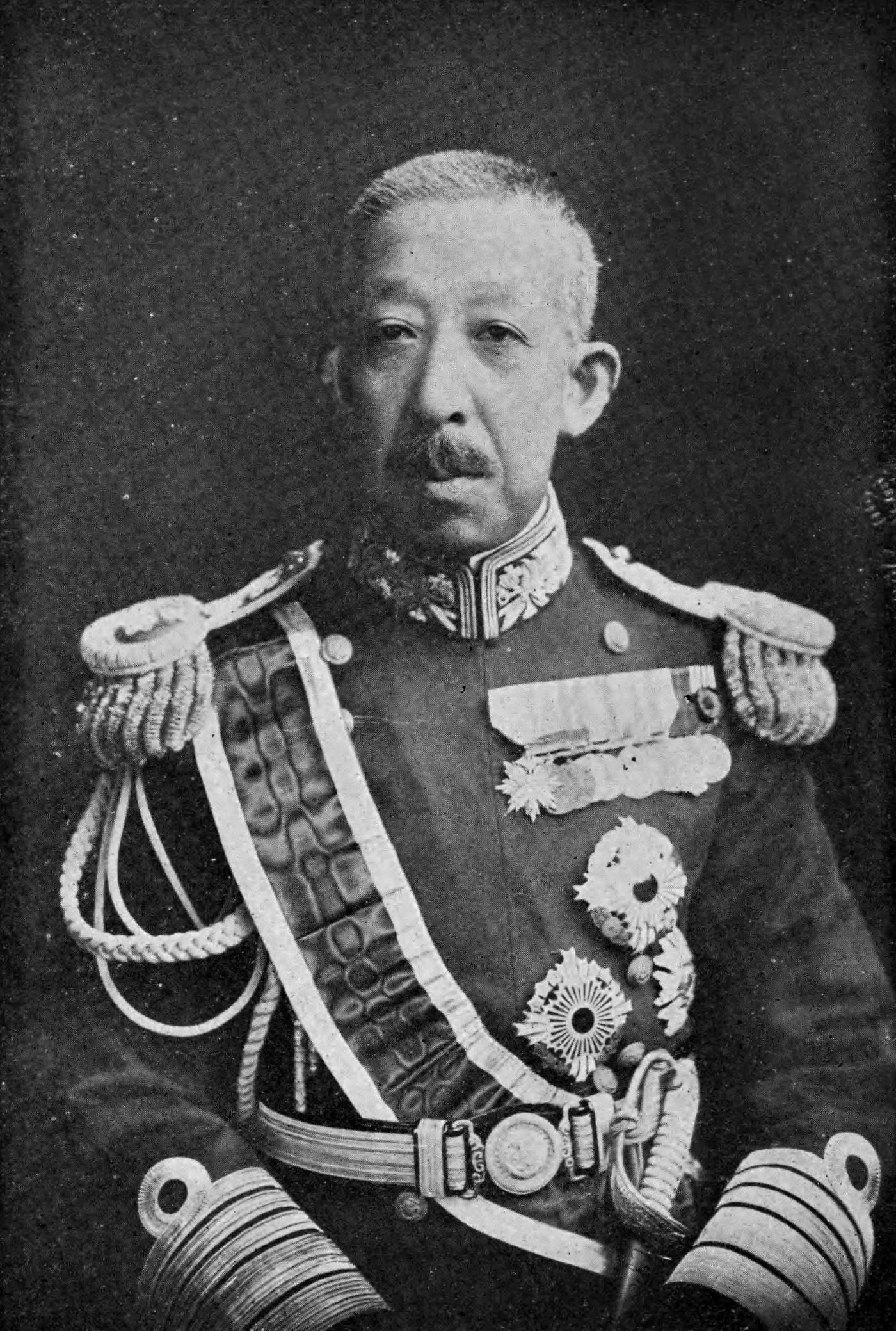
草創期の蒲郡ホテルを特によく利用した皇族・伏見宮博恭王。

  - 9月22日 - 伏見宮博恭王が御成[12]。
  - 清水宏監督の映画『若旦那・百万石』のロケに使用。
- 1937年（昭和12年）7月 - 竹島海岸に大衆旅館「竹島館」を新築し、蒲郡町へ寄付[7]。
- 1940年（昭和15年）5月13日 - 伏見宮博恭王が御成[13]。
- 1942年（昭和17年）10月 - 伏見宮博恭王が、博義王妃朝子と光子女王を伴って御成[14]。
- 1944年（昭和19年）12月 - 常磐館、蒲郡ホテル、緑別館（のちの緑西閣）、共楽館、竹島館を日本陸軍病院に提供、営業を中止[7]。
- 1945年（昭和20年）10月 - 終戦後、米軍により接収[15]。
- 1951年（昭和26年）8月 - 蒲郡ホテル、国際観光ホテル整備法による登録ホテルに指定[7]。
- 1952年（昭和27年）5月31日 - 4月に発効したサンフランシスコ講和条約によって接収が終了し、一般開放[16][7]。
- 1955年（昭和30年）
  - 3月30日 - 皇太子明仁親王が行啓。
  - 6月3日 - 秩父宮勢津子妃が御成（小休憩）[17]。
- 1956年（昭和31年）10月 - 清宮貴子内親王が御成。
- 1957年（昭和32年）4月10日 - 昭和天皇・香淳皇后が行幸啓 2泊[7]。

| 朝霞 たなびく海に 竹島の かげをうつせる 宿の見わたし ――昭和天皇の御製 |

- 1958年（昭和33年）
  - 3月- 義宮正仁親王が御成[7]。
  - 5月31日 - 高松宮宣仁親王が御成[19]。

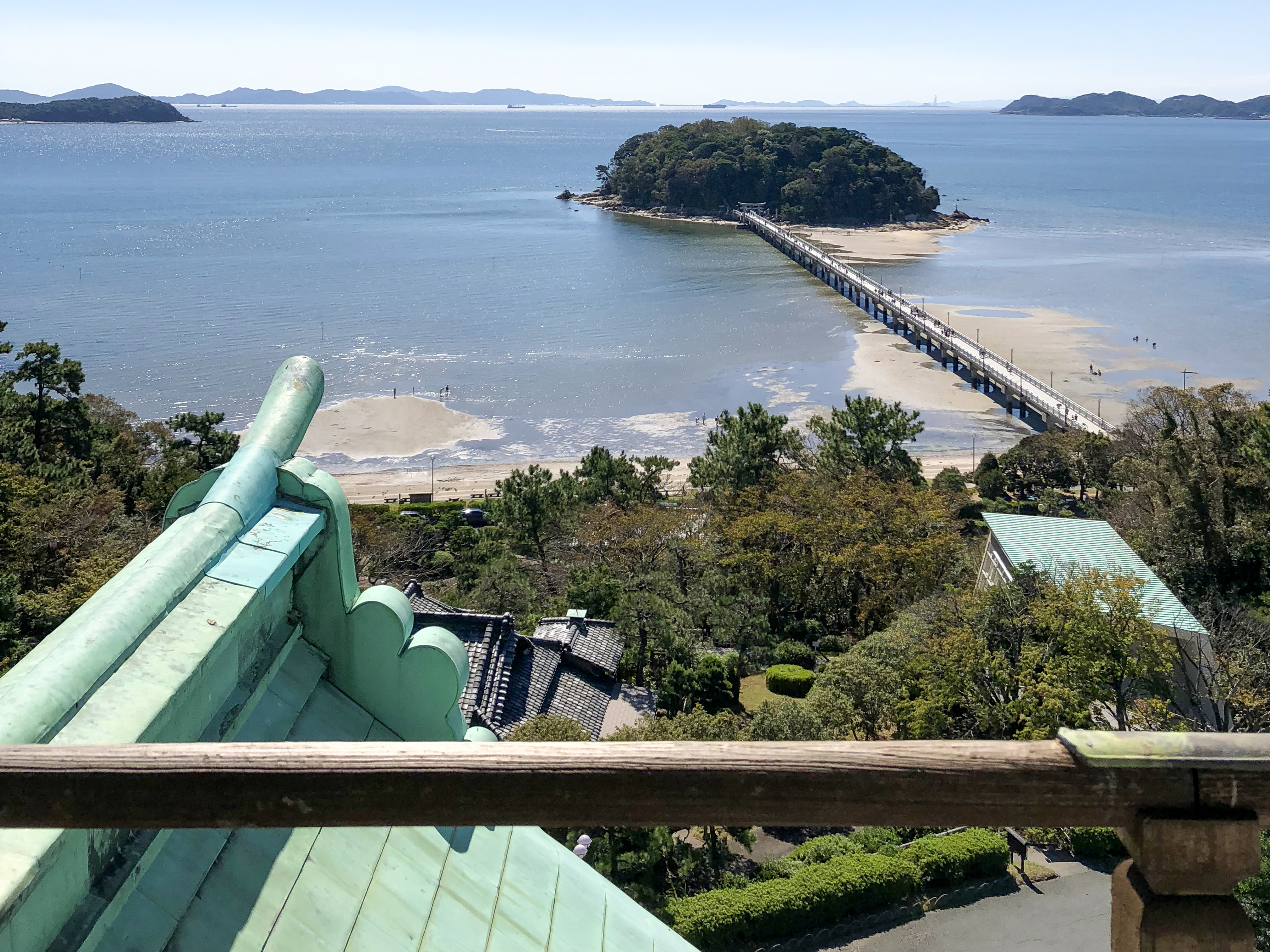
展望室（※非公開）から見た竹島。

  - 小津安二郎監督の映画『彼岸花』のロケに使用。
- 1959年（昭和34年） - 大庭秀雄監督の映画『ある落日』のロケに使用。
- 1960年（昭和35年） - 川崎徹広監督の映画『若い素肌』のロケに使用。
- 1961年（昭和36年） 
  - 10月10日 - 元皇族の山階芳麿が宿泊[20]。
  - 五所平之助監督の映画『猟銃』のロケに使用。
- 1962年（昭和37年） - 滝沢英輔監督の映画『雲に向かって起つ』のロケに使用。
- 1964年（昭和39年）11月11日 - 高松宮宣仁親王が御成[21]。
- 1965年（昭和40年）9月21日 - 皇太子明仁親王・美智子妃が行啓 ※第20回国体夏季大会ヨット競技会臨場の為
- 1968年（昭和43年）12月19日 - 三笠宮崇仁親王と百合子妃が御成[22]。
- 1970年（昭和45年）11月24日 - 秩父宮勢津子妃が御成[23]。
- 1972年（昭和47年） - 竹島館、廃業し蒲郡市へ返還[7]。
- 1975年（昭和50年） - 「株式会社常磐館」から「株式会社蒲郡ホテル」へ社名を変更[7]。
- 1976年（昭和51年） - 共楽館、一部を残し取り壊し[7]。
- 1978年（昭和53年） - ドラマ『Yの悲劇』のロケに使用。
- 1980年（昭和55年）
  - 3月31日 - タキヒヨー経営悪化のあおりで休業し、蒲郡市へ株式売却[7]。
  - 8月 - 事務手続きが全て完了し、蒲郡市へ引き渡し[7]。
- 1982年（昭和57年） - 常磐館、取り壊し[6]。

### 改称後
- 1987年（昭和62年） - 蒲郡市から国土計画株式会社へ売却。8月4日に「蒲郡プリンスホテル」として再オープン[7]。
- 2007年（平成19年） - ドラマ『華麗なる一族』（第三回）のロケに使用。
- 2007年（平成19年）11月 - 近代化産業遺産に認定[24]。
- 2011年（平成23年）12月16日 - 呉竹荘グループ（浜松市中央区）が蒲郡プリンスホテルの買収を発表[25][26]。
- 2012年（平成24年）3月30日 - 呉竹荘グループへ事業譲渡され、「蒲郡クラシックホテル」と改称[7]。
- 2014年（平成26年） - ドラマ『妻たちの新幹線』のロケに使用。
- 2017年（平成29年）11月 - 日本クラシックホテルの会加盟。
- 2018年（平成30年）- ドラマ『ハゲタカ』（全8話の中7話にわたって登場）において「日光みやびホテル」としてロケに使用。
- 2020年（令和2年）
  - 4月 - 常磐館跡地に建てられた 海辺の文学記念館 の指定管理者に選定[27]。
  - 竹中直人・山田孝之・齊藤 工 共同監督の映画『ゾッキ』において制作発表記者会見会場・ロケ（齊藤 工監督「伴くん」編）に使用。
  - ドラマ『エール』（第9・10話）において敷地内の料亭 竹島がロケに使用。
- 2021年（令和3年）
  - ドラマ『死との約束』において熊野古道の「黒門ホテル」として外観・庭などがロケに使用。[28]。
  - ドラマ『最高のオバハン 中島ハルコ』においてホテル本館・バンケットホール・料亭竹島がロケに使用。
  - 蒲郡市商工会議所内に「Gama Cafe & Bakery」を出店。
  - 11月19日 - ホテル本館・六角堂・料亭竹島・鶯宿亭を、文化審議会が国の登録有形文化財（建造物）として登録するよう文部科学大臣に答申[29]。
- 2022年（令和4年）
  - 2月17日 - ホテル本館・六角堂・料亭竹島・鶯宿亭を、国の登録有形文化財（建造物）として文化財登録原簿に登録。
  - 2月25日 - 蒲郡市の景観重要建造物 第１号に指定[30]。
  - ドラマ 東海オンエア『グレーゾーン・アイランド』においてホテル本館・鶯宿亭がロケに使用。
  - 前田直樹監督の映画『マリッジカウンセラー』においてバンケットホール 四季の間などがロケに使用。
  - ドラマ『最高のオバハン 中島ハルコ』第2シリーズにおいてホテル本館・バンケットホール・Gama Cafe & Bakeryがロケに使用。
- 2023年（令和5年）
  - ドラマ『ウツボラ』においてホテル本館・バンケットホールがロケに使用。
- 2024年（令和6年）
  - 建築90年を迎える。
  - 映画『朽ちないサクラ』において料亭竹島（現 THE COVE）がロケに使用。
- 2025年（令和7年）
  - ドラマ『最高のオバハン 中島ハルコ』第3シリーズにおいてホテル本館・バンケットホールがロケに使用。
  - 一棟貸しの宿泊施設として、料亭竹島を改装し「THE COVE（ザ・コーヴ）」、「茶寮 鶯宿亭」を改装し再オープン。

## 館内設備・サービス

### 主な施設
ホテル本館（宿泊棟） - 常磐館時代の「蒲郡ホテル」を利用（1934年（昭和9年）建築）
- 客室：2・3階（27室：ツイン・スイート・ロイヤルスイート ルーム）
- メインダイニングルーム：2階（レストラン フランス料理）
- アゼリア：2階（ティー・バー ラウンジ）
- 桜の間：1階（宴会場・会議室）
- 松の間：地下1階（宴会場・会議室）
- 梅の間：1階（宴会場・会議室）
- フロント・ロビー：1階
- 売店：1階
- ルームサービス
- マッサージサービス
- モーニングコール
- 宅配便

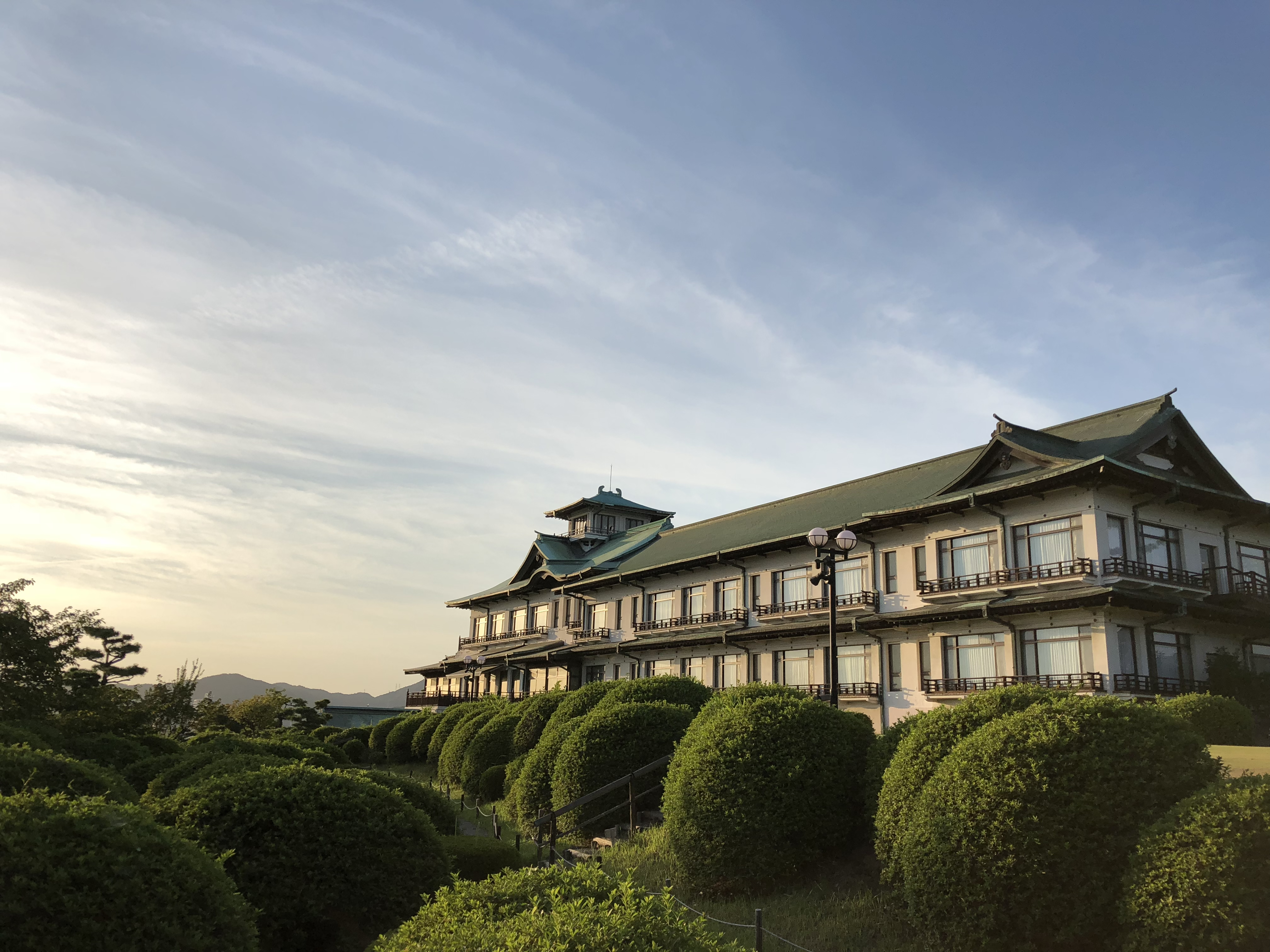
ホテル本館　宿泊・レストラン
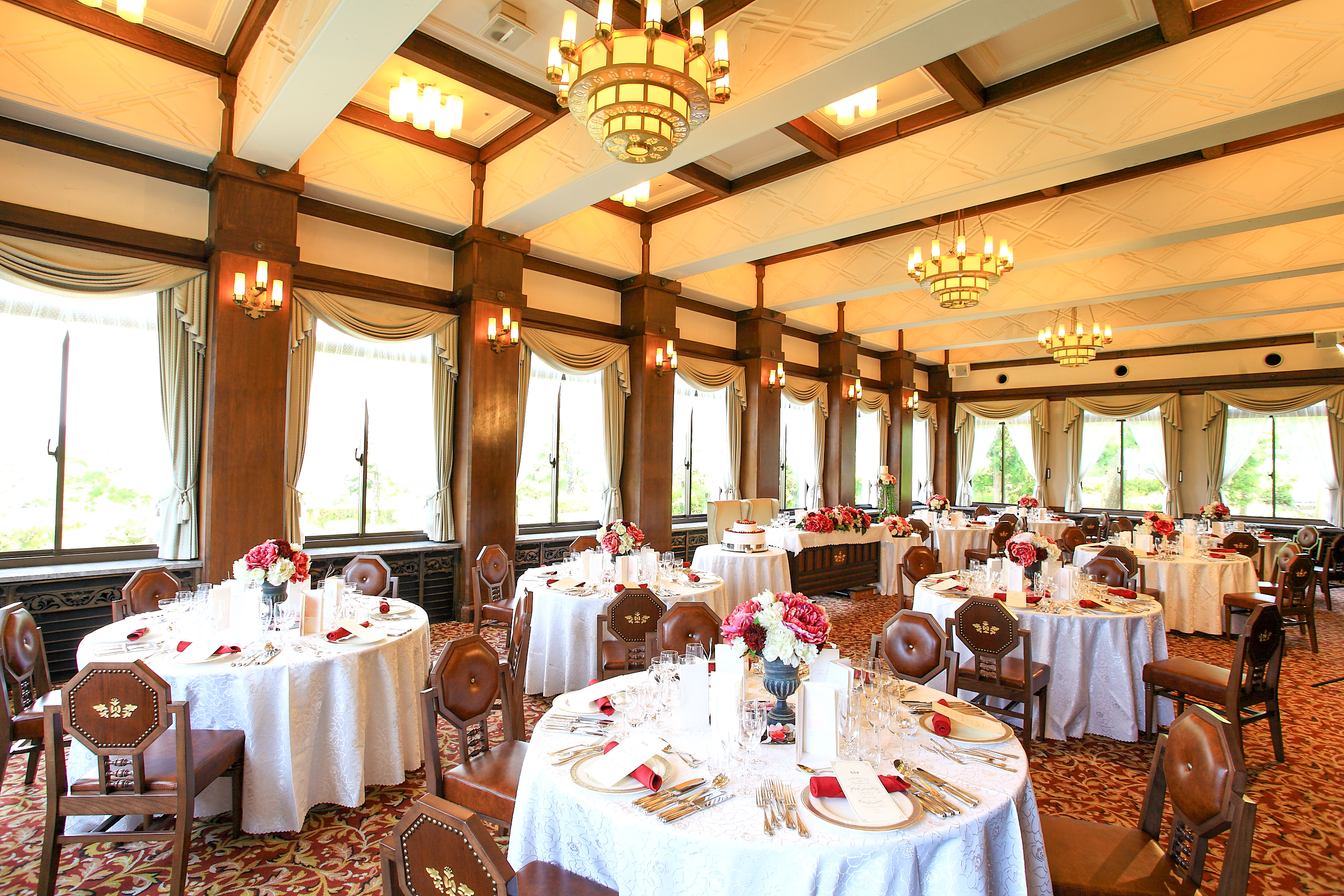
宴会場「桜の間」
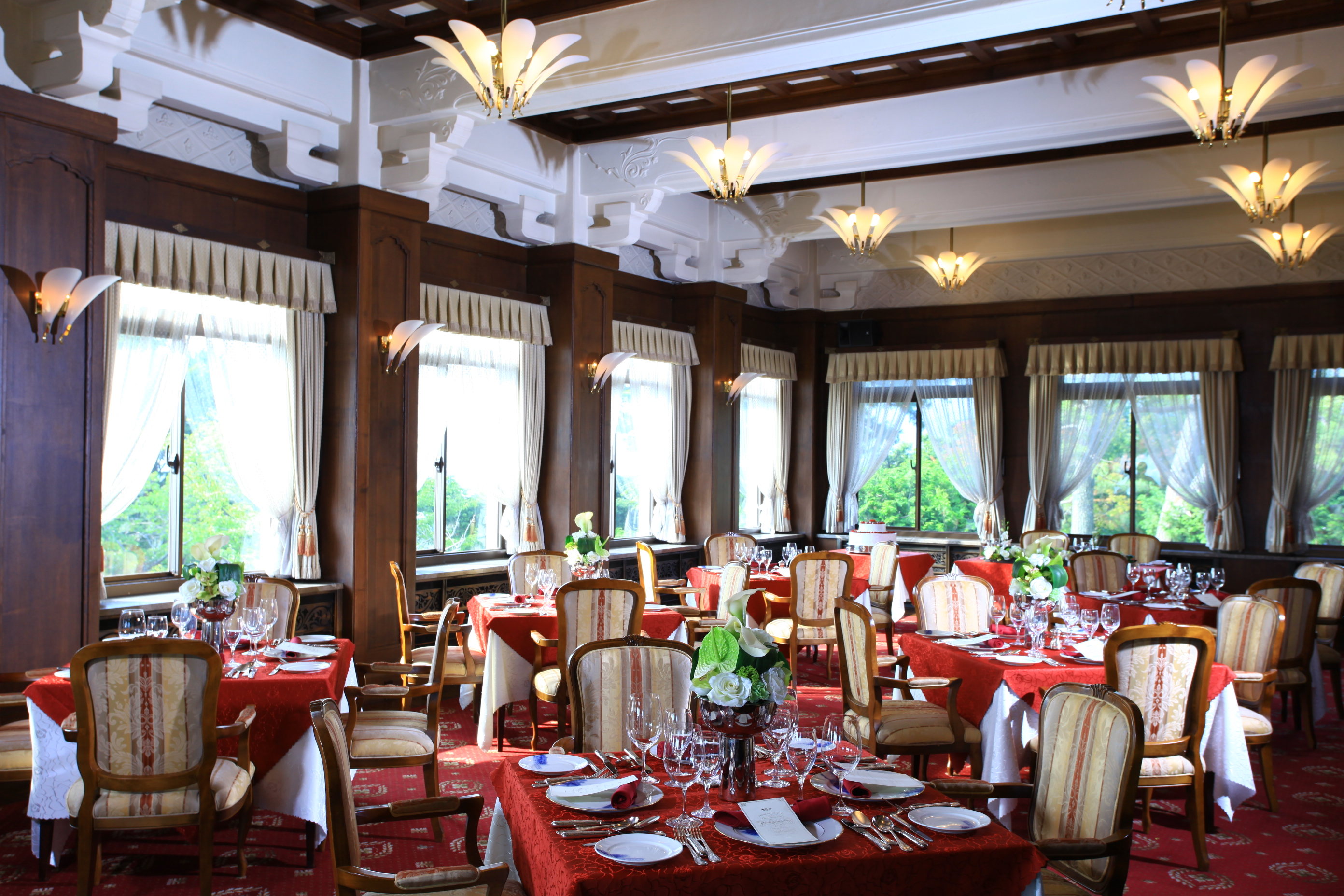
フランス料理 メインダイニングルーム
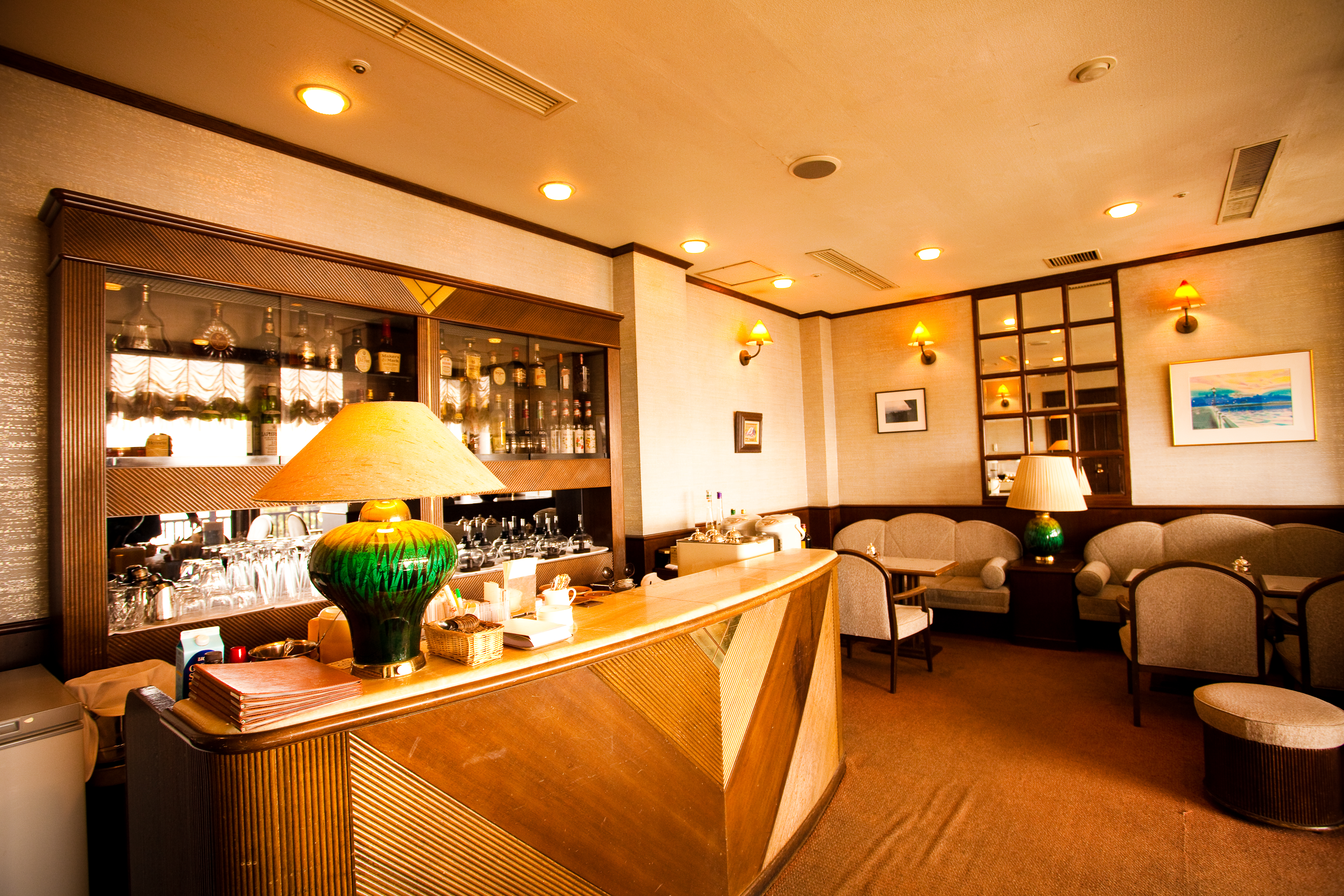
ラウンジ「アゼリア」
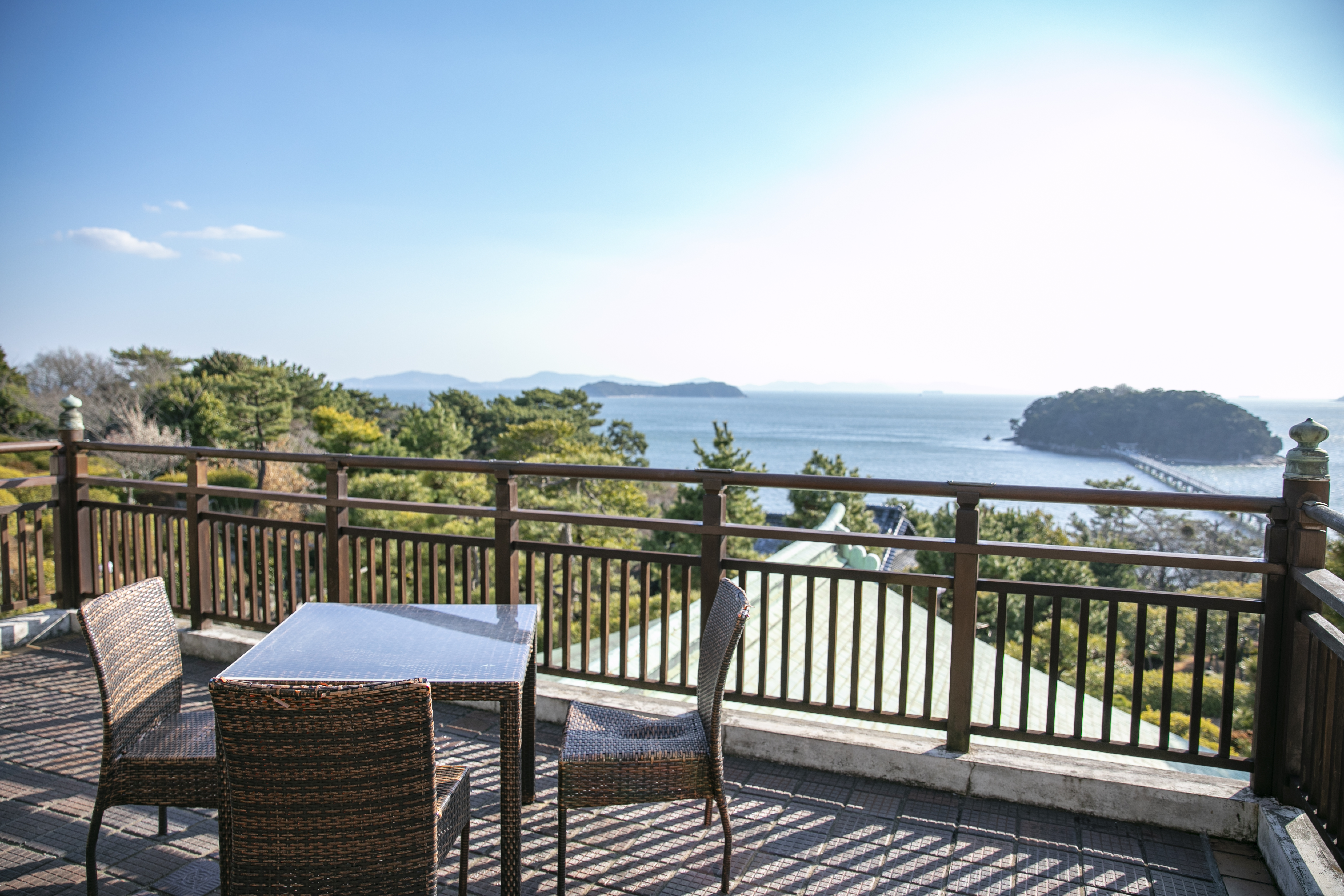
ラウンジ「アゼリア」テラス席

ホテル別館　バンケットホール（宴会場）
- クラブクラシック：2階（宴会場・会議室）
- 四季の間：1階（宴会場・会議室）
- ブライダルサロン：1階
- モードマリエ：1階（婚礼貸衣装）

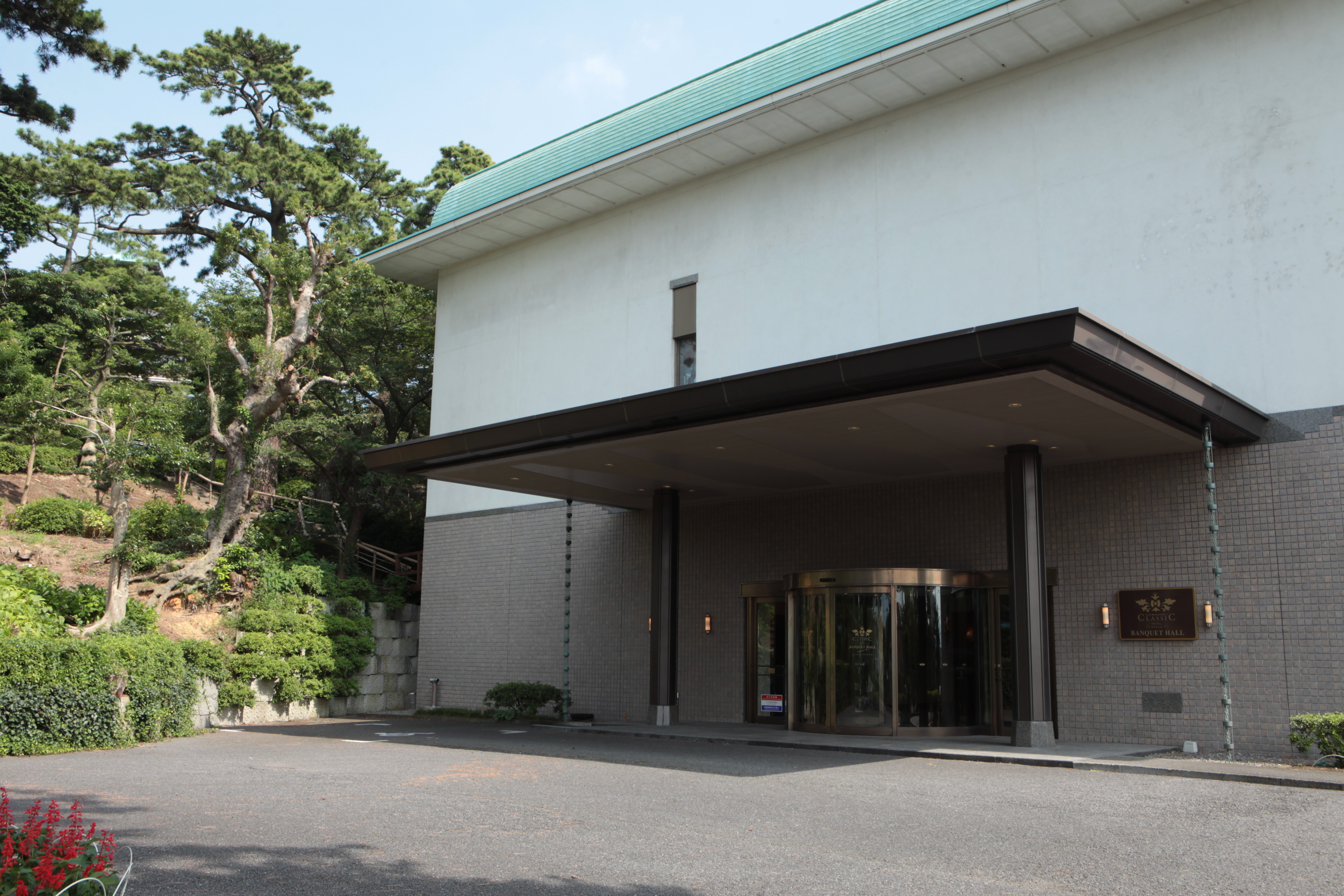
ホテル別館 バンケットホール（宴会場）
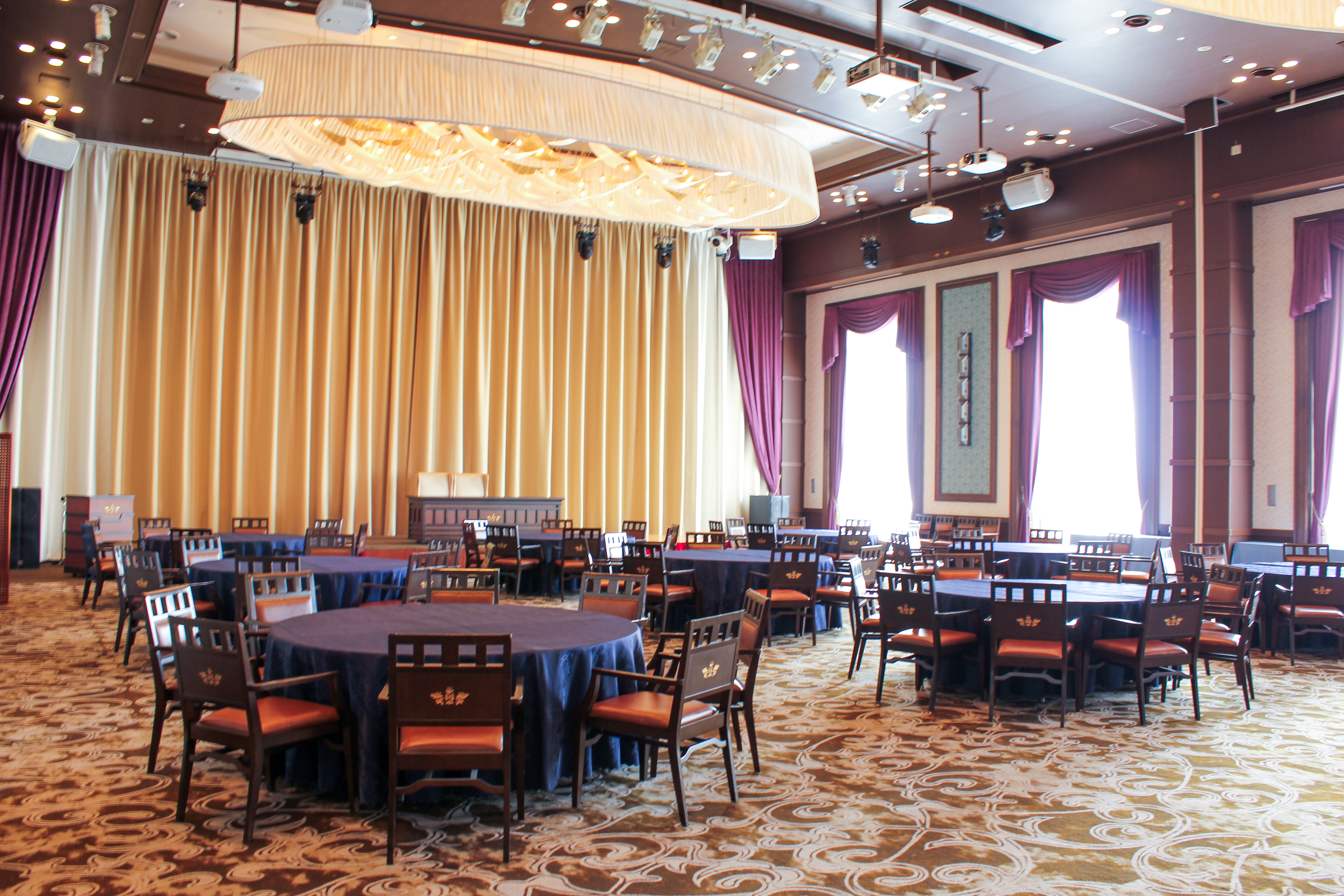
ホテル別館 バンケットホール「クラブクラシック」

敷地内の別棟の施設
- ステーキ&シーフード 六角堂（レストラン ・鉄板焼） 常磐館時代の「聚美堂」を利用（1936年（昭和11年）建築）
- 神殿 杜と海の社（結婚式場・神前式）
- チャペル カレイド（結婚式場・チャペル）
- THE COVE（ザ・コーヴ）　常磐館時代の「梅別館」を利用（1916年（大正5年）建築といわれている）、2024年9月17日をもってレストラン営業（料亭「竹島」）を終了し、2025年に離れの宿泊施設としてオープン。
- 茶寮 鶯宿亭（離れ客室・茶室） - 常磐館時代の建物を利用（1916年（大正5年）建築といわれている）、2025年に離れの宿泊施設としてオープン。

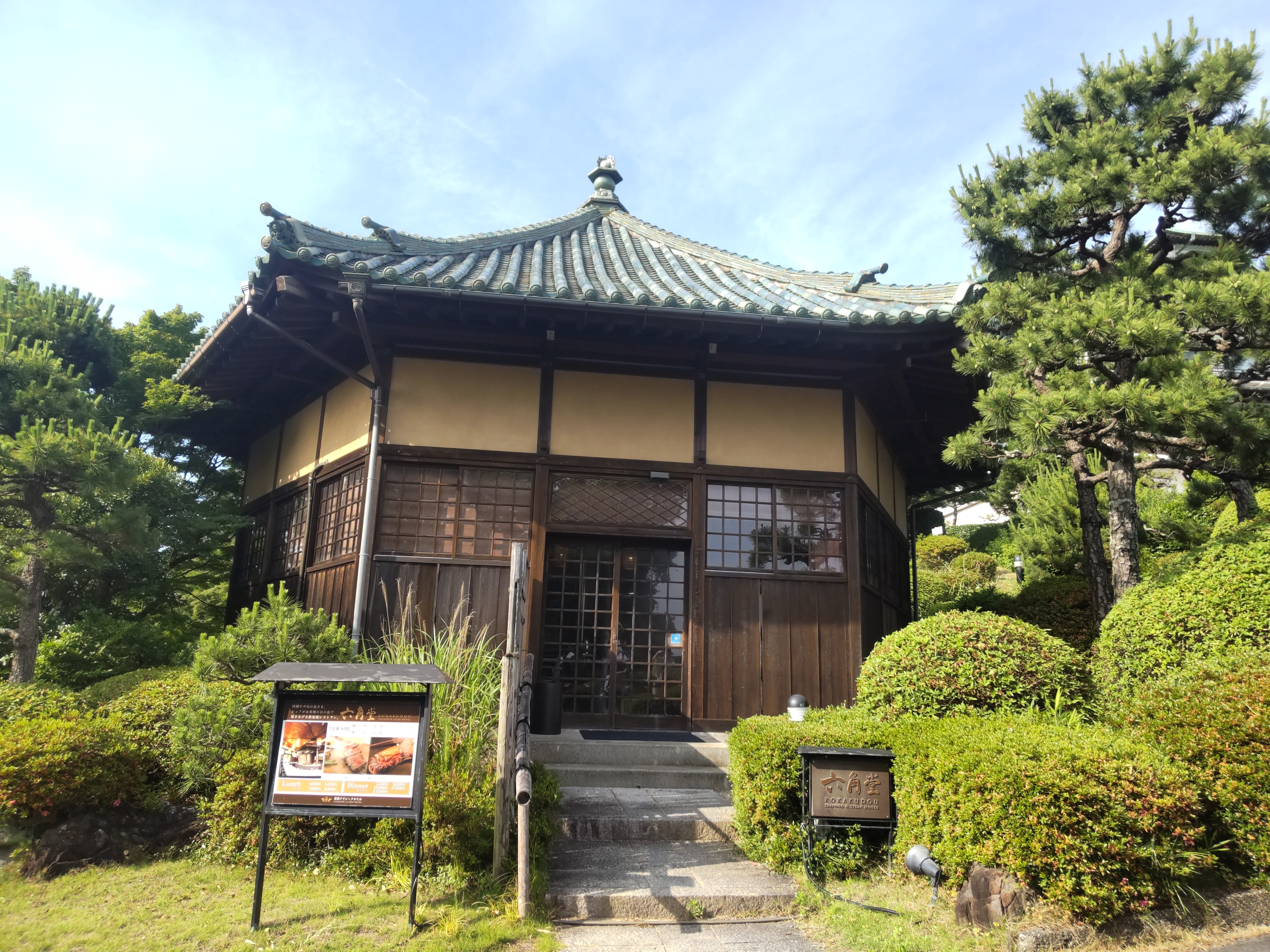
旧「聚美堂」（ステーキ＆シーフード 六角堂）
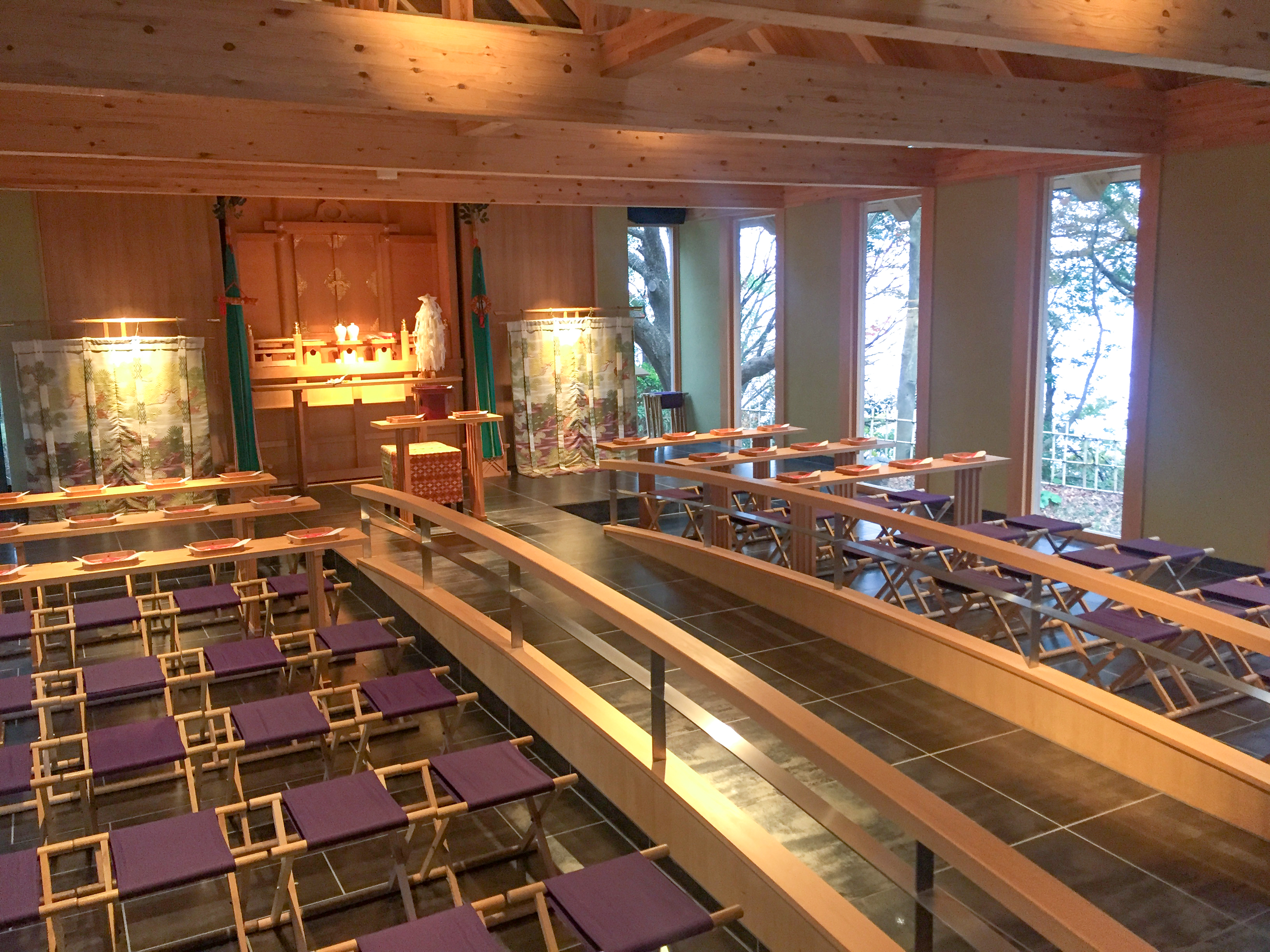
神殿 杜と海の社
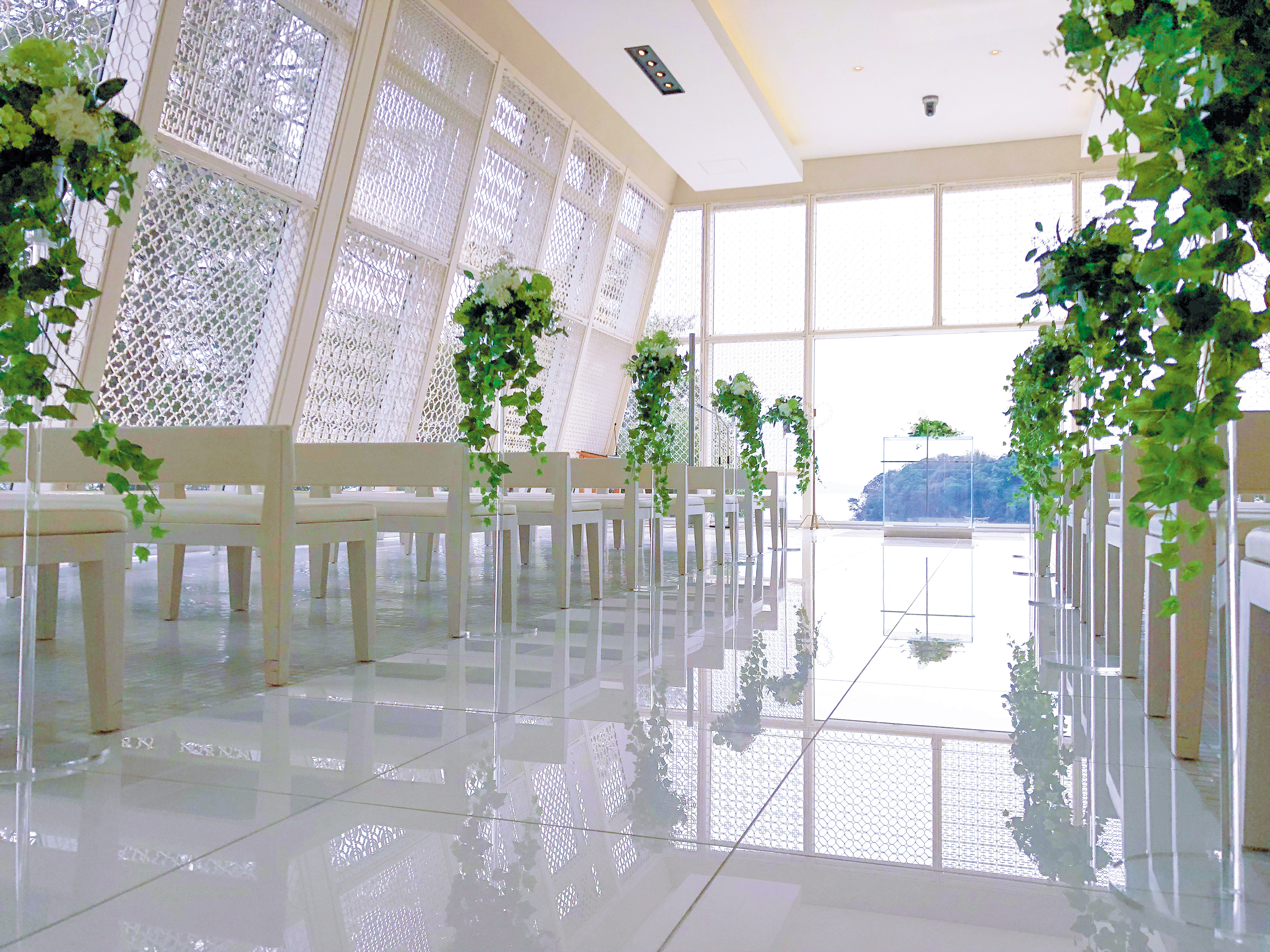
チャペル カレイド
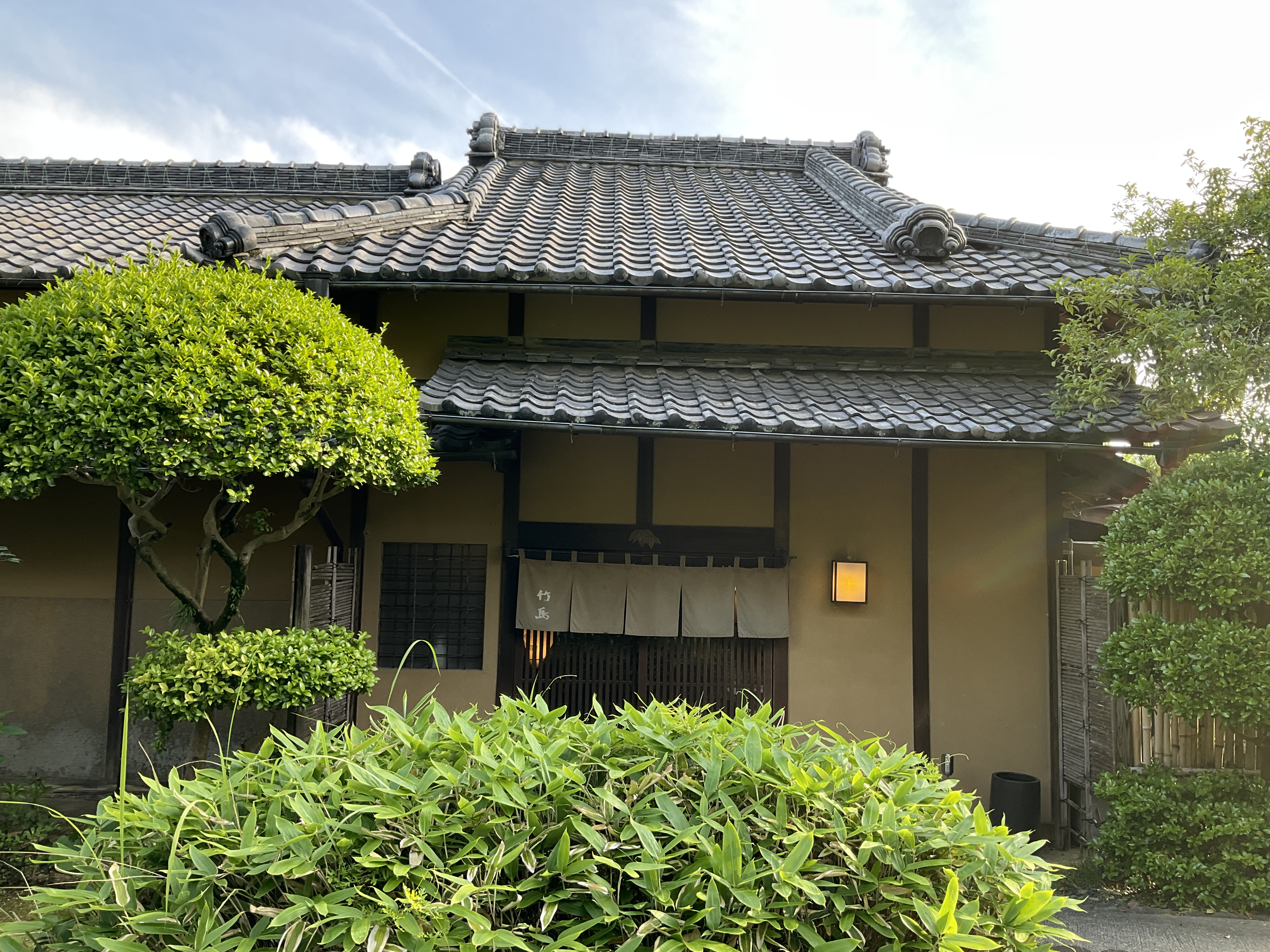
旧・料亭「竹島」（THE COVE）
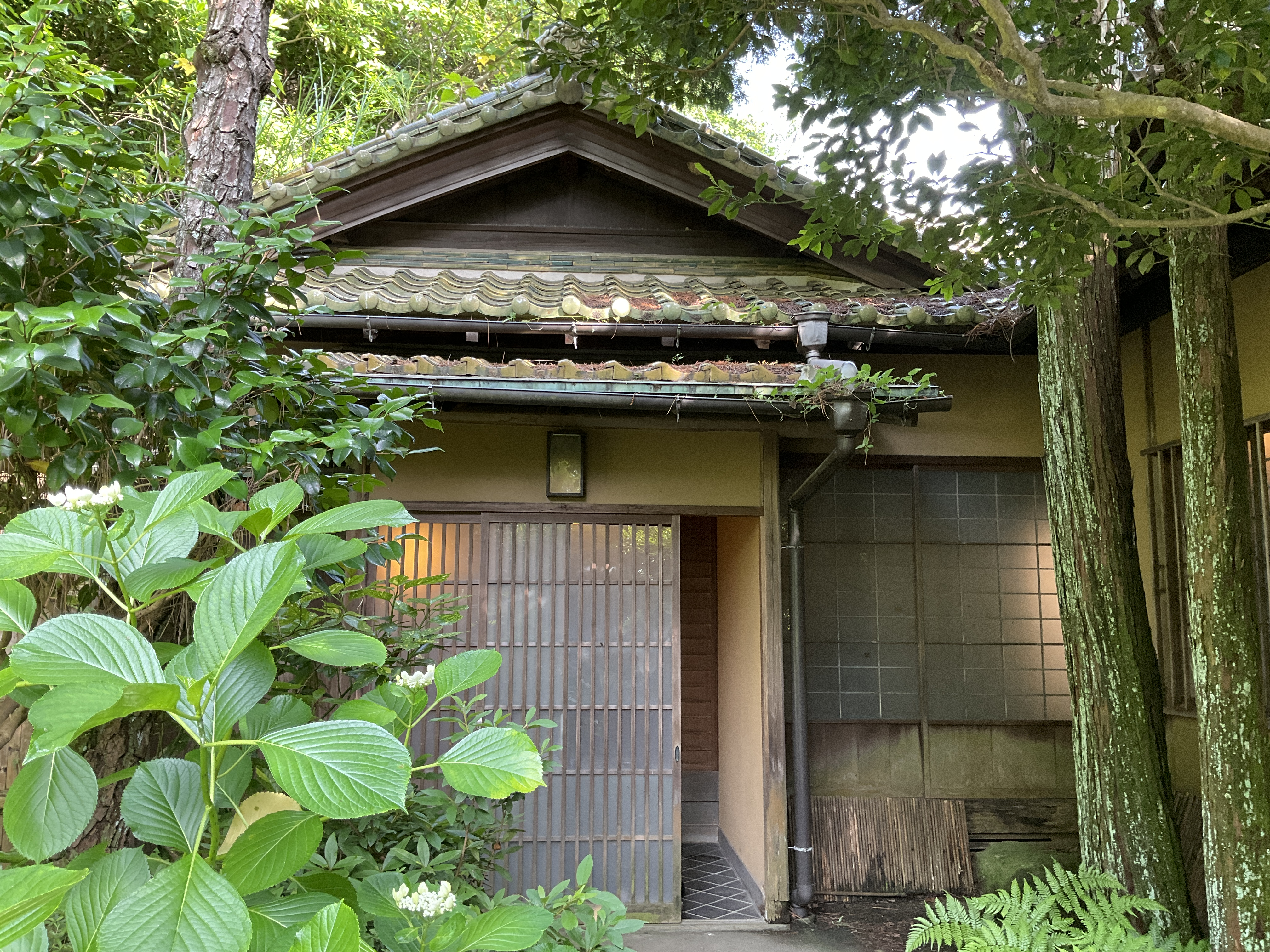
茶寮 鶯宿亭

## 評価
| 広濶な渥美湾頭、古くは島であつたらしい海浜の弧丘上に我等を迎ふるが如く海面に浮べる二、三の青螺と共に神都を拝し得る好適の位置を占むる処、蒲郡ホテルの一夜は私に取つて無上の快感を與へたのであつた。 |

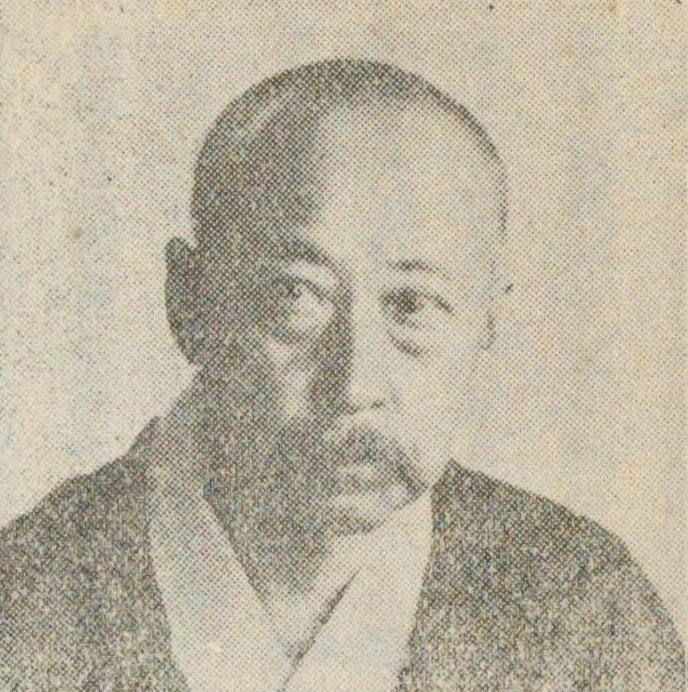
地理学者・子爵田中阿歌麿。

建設決定時には激しく反対した伯爵柳沢保恵も、「竣功後はその風光と施設を愛するのあまり、郷里郡山に往復の都度投宿してゐる」と語っている。

## 交通アクセス
- JR東海道本線・名鉄蒲郡線 蒲郡駅下車。
  - 徒歩で約1.5km、約20分。
  - 蒲郡駅（南口）よりタクシーに乗車、約5分[35]。
- 東名高速道路 音羽蒲郡ICより音羽蒲郡道路（三河湾オレンジロード）を経由、約11km、約15分[35]。